# Distretto di Val-de-Travers
Il distretto di Val-de-Travers è stato fino al 31 dicembre 2017 un distretto del Canton Neuchâtel, in Svizzera. Confinava con i distretti di Le Locle a nord, di Boudry a est, con il Canton Vaud (distretto del Jura-Nord vaudois) a sud e con la Francia (dipartimento del Doubs in Borgogna-Franca Contea) a ovest. Il capoluogo era Môtiers.

## Suddivisioni
Amministrativamente era diviso in 3 comuni:
- La Côte-aux-Fées
- Les Verrières
- Val-de-Travers

### Fusioni
- 2009: Boveresse, Buttes, Couvet, Fleurier, Les Bayards, Môtiers, Noiraigue, Saint-Sulpice, Travers → Val-de-Travers